# سجاد حيدري
سجاد حيدري (بالفارسية: سجاد حیدری) هو لاعب كرة قدم إيراني، ولد في 12 مارس 1991 في رفسنجان في إيران. لعب مع نادي شاهين بوشهر.